# Saint-Illiers-la-Ville
Saint-Illiers-la-Ville è un comune francese di 305 abitanti situato nel dipartimento degli Yvelines nella regione dell'Île-de-France.

## Società

### Evoluzione demografica
Abitanti censiti